# Oxalis lawsonii
Oxalis lawsonii är en harsyreväxtart som beskrevs av F. Bolus. Oxalis lawsonii ingår i släktet oxalisar, och familjen harsyreväxter. Inga underarter finns listade i Catalogue of Life.